# بيكيم بالاي
بيكيم أبديل بالاي (بالألبانية: Bekim Balaj‏) (مواليد 11 يناير 1991 في رتش، شقودرة) هو لاعب كرة قدم ألباني يلعب مع تيريك غروزني في الدوري الروسي الممتاز كمهاجم. مثّل منتخب ألبانيا لكرة القدم في بطولة أمم أوروبا لكرة القدم 2016. بدأ بالاي مسيرته الرياضية عام 2009.

## الجوائز والإنجازات

### الإنجازات مع النادي
| النادي أو المنتخب | البطولة             | مرات الفوز | الأعوام أو المواسم |
| ----------------- | ------------------- | ---------- | ------------------ |
| تيرانا            | كأس ألبانيا         | 2          | 2010–11، 2011–12   |
| تيرانا            | كأس السوبر الألباني | 1          | 2011               |

## روابط خارجية
- بيكيم بالاي على موقع الاتحاد الأوربي (الإنجليزية)
- بيكيم بالاي على موقع اتحاد تركيا (لاعب) (الإنجليزية)
- بيكيم بالاي على موقع قاعدة بيانات كرة القدم.إي يو (الإنجليزية)
- بيكيم بالاي على موقع ناشيونال فوتبول تيمز (الإنجليزية)
- بيكيم بالاي على موقع Soccerway.com (الإنجليزية)
- بيكيم بالاي على موقع عالم كرة القدم.نت (الإنجليزية)
- بيكيم بالاي على موقع AS.com (الإسبانية)